# 達爾富爾 (電影)
《達爾富爾》（英語：Darfur，或稱為）是一部2009年加拿大、南非和德國合拍的劇情片，由烏維·鮑爾執導並與克里斯·羅蘭（Chris Roland）合作編劇，克莉絲汀娜·羅肯、大衛·奧哈拉、諾亞·丹比、馬特·弗里沃、海金·凱-卡辛、薩米·謝伊克、瑪姬·班奈迪克、比利·贊恩與艾德華·福隆主演。電影以達爾富爾衝突為題材，講述來到蘇丹的一群西方記者面臨抉擇：是要回國報導他們記錄下的一切，還是留下來幫助一個即將遇襲的村子。
電影2009年11月23日在美國加利福尼亞州聖地牙哥首映，2010年4月29日在德國上映，其他地區多以DVD首映發行為主。

## 劇情
西方記者團隊瑪琳、佛萊迪、西歐、泰德、鮑勃和亞德里安在非洲聯盟的托巴克上尉護送下，代表聯合國作為獨立觀察員記錄金戈威德在蘇丹達爾富爾實施種族滅絕的情況。一行人來到納巴加亞（Nabagaia）村，記錄了當地人的生活故事和戰爭經歷。在回來的路上，他們發現一支金戈威德部隊正駛向該村。
記者眾人透過表決決定返回村子，托巴克上尉試圖透過西方記者團的存在來讓金戈威德離開。正當他們把所有村民聚集在一起時，一枚火箭砲襲擊了村莊。一名金戈威德指揮官要求托巴克帶記者們離開；鮑勃嘗試採訪指揮官，但對方卻殺腔了一名當地小男孩，迫使記者們匆忙上車。但此前，佛萊迪被一名婦女塞了自己的嬰兒，對方希望他將小孩帶到美國，但金戈威德士兵發現了嬰兒並將其扔在地上。記者離開村莊後，金戈威德開始對村落展開屠殺，不但殺害所有居民、奪走物資，更在下殺手前強姦婦女。
在記者車隊的路途中，佛萊迪和席歐決定折返回去拯救村民。經過一番爭執，托巴克上尉也決定陪同兩人前往。三人潛入村子，開始射殺金戈威德，但托巴克最終遭指揮官射殺。佛萊迪和席歐從一名強姦者的手中救出婦女哈利瑪和嬰兒，在無法拯救其他村民的情況下，兩人決定只帶著她和嬰兒離開。但哈利瑪在途中死去，中槍的佛萊迪被抓獲，而席歐則在自己死於子彈前，用盡最後的力氣將嬰兒藏在自己身下挖的坑中。指揮官在嘲笑之下在佛萊迪身上澆汽油，並放火燒死了他，其他手下更鞭屍其遺體。

幾個小時後，瑪琳和幾名士兵返回被摧毀的村子，在席歐的屍體下發現了嬰兒，成為大屠殺的唯一倖存者。另一方面，記者團隊的其他人喝得醉醺醺，意圖藉酒澆愁。電影最後以文字結尾：
我們沒有阻止種族滅絕，意味著我們沒有從過往中吸取教訓。

## 演員
- 克莉絲汀娜·羅肯飾演瑪琳·勞斯伯格（Malin Lausberg）
- 大衛·奧哈拉飾演佛萊迪·史密斯（Freddie Smith）
- 諾亞·丹比（英语：Noah Danby）飾演席歐·史瓦茲（Theo Schwartz）
- 馬特·弗里沃飾演泰德·鄧肯（Ted Duncan）
- 海金·凱-卡辛（英语：Hakeem Kae-Kazim）飾演傑克·托巴克上尉（Captain Jack Tobamke）
- 薩米·謝伊克（英语：Sammy Sheik）飾演金戈威德指揮官
- 瑪姬·班奈迪克（英语：Maggie Benedict）飾演哈利瑪（Halima）
- 比利·贊恩飾演鮑勃·瓊斯（Bob Jones）
- 艾德華·福隆飾演亞德里安·亞契（Adrian Archer）

## 製作
《達爾富爾》2009年2月至3月在南非開普敦郊外拍攝。烏維·鮑爾稱本片為「非常令人震驚的事」。片中大部分對白皆由演員即興創作。電影主要使用手持攝影機拍攝，以傳達一種寫實感，類似於鮑爾之前的《地下兵團》（2008年）和《禁欲者》（2009年）。

## 反響
《達爾富爾》獲南非影視獎金角灣最佳長片提名。2010年9月榮獲紐約國際獨立電影電視節最佳國際影片獎。據報導，人權活動家約翰·普倫德加斯特和國際特赦組織都對這部電影印象深刻。

## 外部連結
- 互联网电影数据库（IMDb）上《達爾富爾》的资料（英文）
- 爛番茄上《達爾富爾》的資料（英文）